# Oblast Ruse
Oblast Ruse ali Rusenska oblast (bolgarsko Област Русе, Русенска област) je ena izmed 28 oblasti Bolgarije.
Leta 2011 je imela 235.252 prebivalcev na 2803 km² površine. Njeno glavno mesto je Ruse.

## Upravna delitev
Oblast Ruse je razdeljena na 8 občin.
| Občina     | Cirilica          | Prebivalstvo 2011 | Upravno središče | Prebivalstvo 2011 |
| ---------- | ----------------- | ----------------- | ---------------- | ----------------- |
| Borovo     | Община Борово     | 6.101             | Borovo           | 2.045             |
| Bjala      | Община Бяла       | 13.467            | Bjala            | 8.457             |
| Vetovo     | Община Ветово     | 12.450            | Vetovo           | 4.758             |
| Dve Mogili | Община Две могили | 9.442             | Dve Mogili       | 4.218             |
| Ivanovo    | Община Иваново    | 9.429             | Ivanovo          | 880               |
| Ruse       | Община Русе       | 167.585           | Ruse             | 153.304           |
| Slivo Pole | Община Сливо поле | 10.855            | Slivo Pole       | 2.990             |
| Cenovo     | Община Ценово     | 5.923             | Cenovo           | 1.673             |

## Mesta
Borovo, Bjala, Glodževo, Marten, Dve Mogili, Ruse, Senovo, Slivo Pole, Vetovo

## Demografska slika
Razvoj prebivalstva
| 1946    | 1965    | 1985    | 1992    | 2001    | 2011    |
| ------- | ------- | ------- | ------- | ------- | ------- |
| 215.361 | 273.226 | 315.762 | 290.800 | 266.213 | 235.252 |